# Peña Montañesa
La Peña Montañesa es el nombre que recibe la región con mayor altitud de la Sierra Ferrera, en la comarca oscense del Sobrarbe, España. A menudo este nombre es empleado para denominar a toda la sierra de la que forma parte. Queda enmarcada, entre otros, en los términos municipales Laspuña y El Pueyo de Araguás , desde donde se divisan perfectamente sus impresionantes paredones.
La denominación hace referencia a la estructura de esta sierra, formada en su mayor parte por una gran formación sedimentaria de caliza, profundamente socavada por relieve kárstico, que expone una pared de notable altitud, visible desde muchos ángulos en la comarca y los alrededores por su elevada prominencia.

## Historia
A los pies de la Peña Montañesa, en el término municipal del Pueyo de Araguás, se encuentran las ruinas del monasterio románico de San Victorián. La documentación del lugar sostiene que su existencia data del siglo X, con gran relevancia en el Condado de Sobrarbe (uno de los núcleos del Reino de Aragón). Recientes estudios arqueológicos sugieren que el lugar pudo ser un templo de culto paleocristiano.
Durante el episodio de la Bolsa de Bielsa de la guerra civil española fue uno de los núcleos de resistencia al avance de las tropas sublevadas[cita requerida], dado que ofrece excelentes condiciones para su defensa, incluso en situación de inferioridad.

## Geología
Peña Montañesa forma parte de un gran cabalgamiento de roca caliza que afecta a todo el Macizo de Cotiella y cuyo desplazamiento se ha calculado en unos 40 km. Desde hace millones de años y en la actualidad, la erosión ha actuado sobre estas rocas desplazadas, dando forma al relieve actual.

## Entorno
El macizo montañoso de la Peña Montañesa se caracteriza por su gran variedad de ecosistemas y paisajes en función de su orientación y altitud. Por sus laderas meridionales, que gozan de un microclima mediterráneo continental, se extienden amplios bosques de encinas y quejigos que, en ciertos puntos, se complementan por un sotobosque muy rico en especies arbustivas como el boj, la gayuba o el enebro. La ladera norte, conocida como El Valle, posee un clima más propio de los Pirineos propiamente dichos, con más precipitaciones anuales, crecen en sus faldas extensos bosques de pino negro, abeto blanco y haya.

## Cimas
La mayor altitud de la Peña Montañesa y Sierra Ferrera se alcanza en el Picón d'o Libro, con 2.291 metros sobre el nivel del mar. Recibe este nombre popular como consecuencia de la colocación de una caja metálica en la que se guarda un libro donde los visitantes pueden firmar. La segunda altura de la sierra recibe el nombre de La Tuca o A Tuca con 2.267 metros de altitud. 
Más al este, sobre los pastos de altura conocidos como La Estiva, destacan tímidamente otras dos cumbres: La Forquiella (2.172 m) y Punta de La Estiva (2.165 m). 

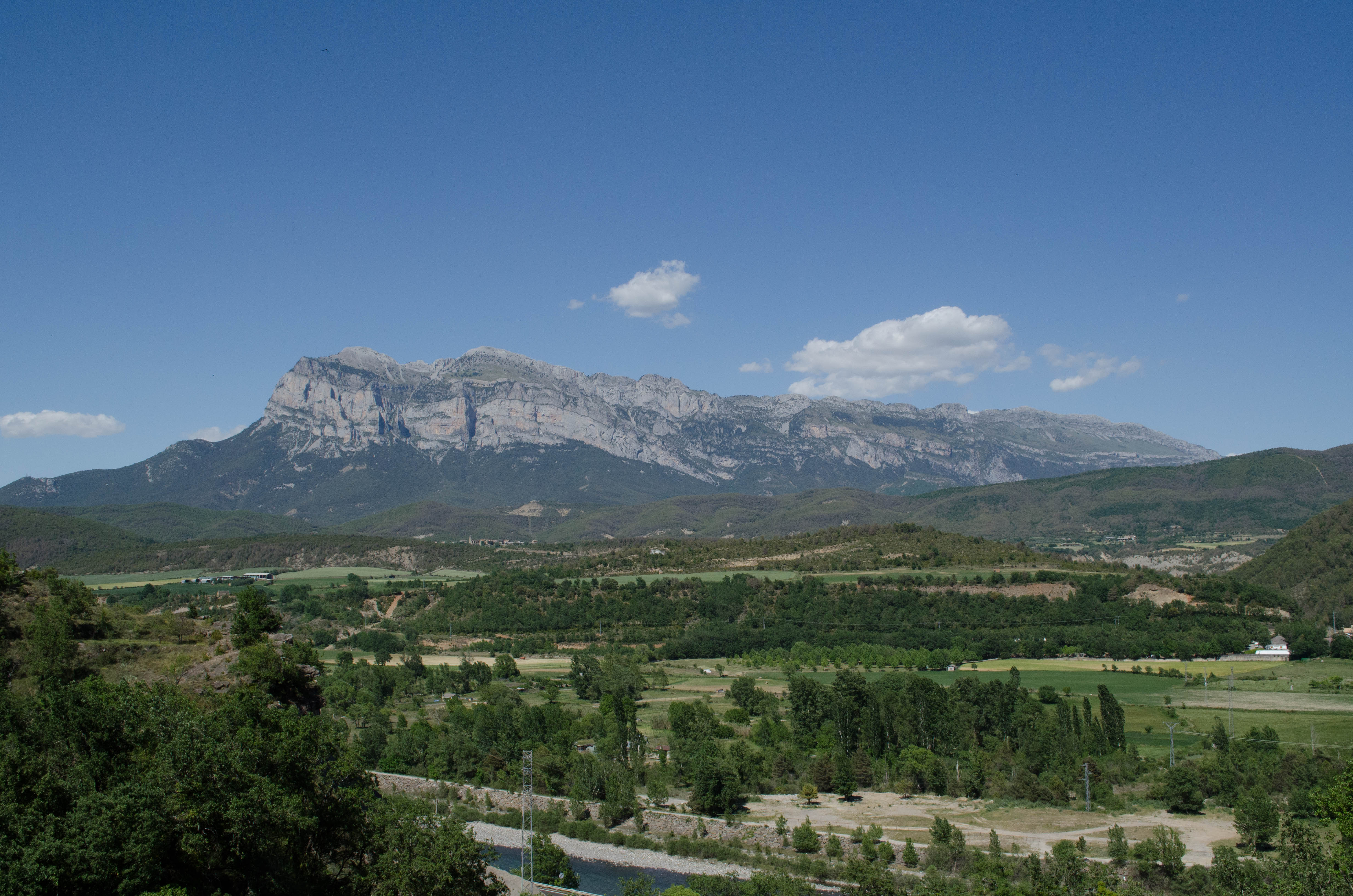
Peña Montañesa y Sierra Ferrera.